# نویربورگ
شهر نویربورگ (به آلمانی: Neuerburg) در ایالت راینلند-فالتز در کشور آلمان واقع شده‌است.

## نگارخانه

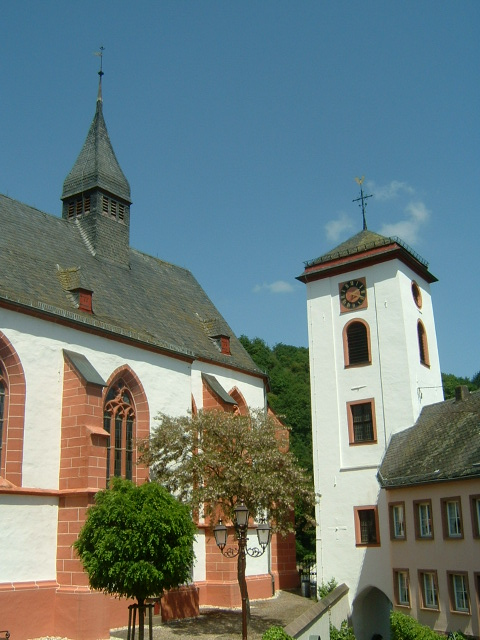
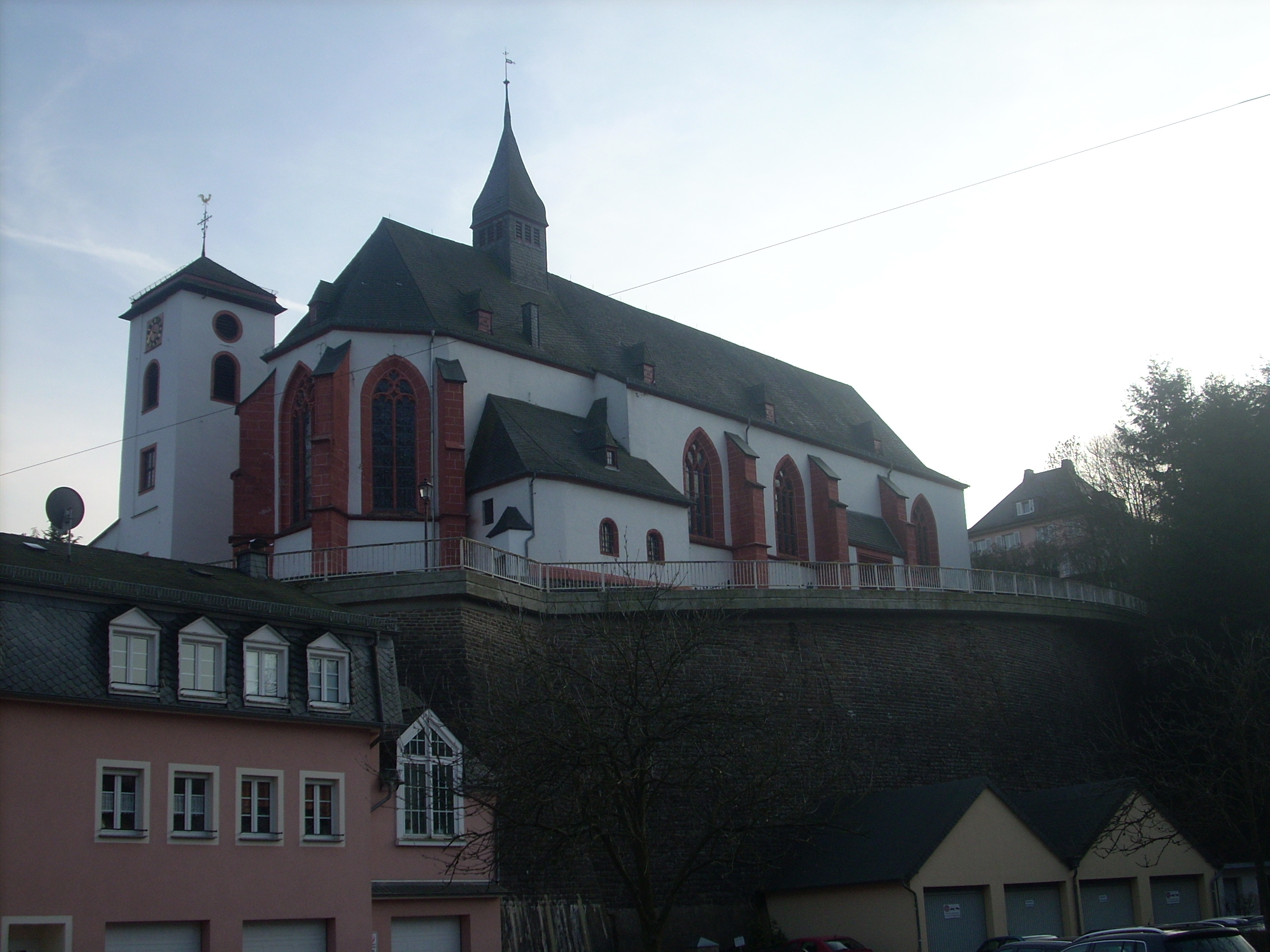